# Otiorhynchus ligustici
Otiorhynchus ligustici ist ein Käfer aus der Familie der Rüsselkäfer (Curculionidae). Er wird auch als Kleeluzerne-Rüssler oder Luzernerüssler bezeichnet.

## Merkmale
Die Käfer haben ein gedrungenes Aussehen und erreichen eine Größe von neun bis zwölf Millimetern (ohne Rüssel). Die Deckflügel sind eiformig, stark gewölbt und mit grauen und gelblich-braunen Schuppen gezeichnet, wobei Flecke oder Bänder gebildet werden. Die Granulierung ist dicht und fein oder nur streifenförmig angedeutet und unter den Schuppen versteckt. Der Halsschild ist seitlich stark gerundet, stark gekörnt und beschuppt. Die Fühler sind dünn und dunkel. Der Rüssel ist flach und ebenso wie der Kopf dicht punktiert und mit Schuppen versehen. Er besitzt eine Mittelrippe. Die Fühlerfurchen reichen bis zu den Augen und sind vorn geschlossen. Die Beine sind dunkel und behaart. Die Schenkel tragen meist einen Zahn; die Vorderschienen sind am Ende nach außen hin verbreitert. Die Art ist variabel, es existieren morphologische und Farbvariationen.

## Verbreitung
Otiorhynchus ligustici ist in Europa weit verbreitet. Man findet die Art in Mitteleuropa, im Norden bis Südnorwegen und Finnland sowie in Mittelschweden und auf den Britischen Inseln. Im Osten reicht das Verbreitungsgebiet bis in den Kaukasus, den Transkaukasus und nach Kleinasien. In Nordamerika wurde die Art in den USA eingeschleppt.
Otiorhynchus ligustici ist auf Feldern, Wiesen und Weingärten häufig anzutreffen. Man findet die Art von der Ebene bis in Höhenlagen von etwa 2000 Metern.

## Biologie
Otiorhynchus ligustici ist in der Lage sich durch Parthenogenese fortzupflanzen. Die Weibchen legen einige hundert Eier in Gelegen von 30 bis 50 Stück in den Boden am Fuß von verschiedenen krautigen Pflanzen wie Klee (Trifolium), Luzerne (Medicago sativa), Rüben (Beta) oder Erdbeeren (Fragaria) ab. Die Larven fressen an den Wurzeln, überwintern ausgewachsen und verpuppen sich im Sommer des folgenden Jahres. Die Käfer leben bis zum Frühjahr des nächsten Jahres im Boden und fressen anschließend an Blättern. Larven, die im ersten Jahr nicht das letzte Larvenstadium erreichen, setzen ihre Entwicklung im nächsten Jahr fort und überwintern erneut. Die Larven und Käfer können durch ihre Fraßtätigkeit an Wurzeln und Blättern von Klee- und Luzernekulturen zu Schädlingen werden.

## Systematik
Aus der Literatur ist eine Vielzahl Synonyme bekannt:
- Otiorhynchus agnatus Gyllenhal, 1834
- Otiorhynchus asper F. Solari, 1932
- Otiorhynchus brachypterus F. Solari, 1932
- Liophloeus brucki Bach, 1854
- Curculio collaris Fabricius, 1792
- Otiorhynchus comes F. Solari, 1932
- Otiorhynchus debilicornis F. Solari, 1932
- Otiorhynchus hormuzakii Penecke, 1935
- Otiorhynchus incertus F. Solari, 1832
- Otiorhynchus ledereri Stierlin, 1873
- Curculio levistici Müller, 1776
- Curculio monopterus Fourcroy, 1776
- Curculio muelleri Gmelin, 1790
- Otiorhynchus muticus F. Solari, 1832
- Otiorhynchus polonicus F. Solari, 1932
- Curculio rugosus Schrank, 1798
- Otiorhynchus similis F. Solari, 1932
- Otiorhynchus vicarius F. Solari, 1832
- Otiorhynchus xanthotrichus Apfelbeck, 1922